# Brachyistius aletes
Brachyistius aletes is een straalvinnige vissensoort uit de familie van brandingbaarzen (Embiotocidae). De wetenschappelijke naam van de soort is voor het eerst geldig gepubliceerd in 1952 door Tarp.